# Vuoskojaure (Jukkasjärvi socken, Lappland, 758801-163578)
Vuoskojaure är en sjö i Kiruna kommun i Lappland och ingår i Torneälvens huvudavrinningsområde. Sjön har en area på 0,688 kvadratkilometer och ligger 350 meter över havet. Vuoskojaure ligger i Torne och Kalix älvsystem Natura 2000-område.

## Delavrinningsområde
Vuoskojaure ingår i det delavrinningsområde (758651-163596) som SMHI kallar för Inloppet i Vuoskojaure. Medelhöjden är 467 meter över havet och ytan är 6,03 kvadratkilometer. Räknas de 6 avrinningsområdena uppströms in blir den ackumulerade arean 14,34 kvadratkilometer. Vattendraget som avvattnar avrinningsområdet har biflödesordning 2, vilket innebär att vattnet flödar genom totalt 2 vattendrag innan det når havet efter 464 kilometer. Avrinningsområdet består mestadels av skog (62 procent) och kalfjäll (26 procent). Avrinningsområdet har 0,73 kvadratkilometer vattenytor vilket ger det en sjöprocent på 12,1 procent.